# Saltram House

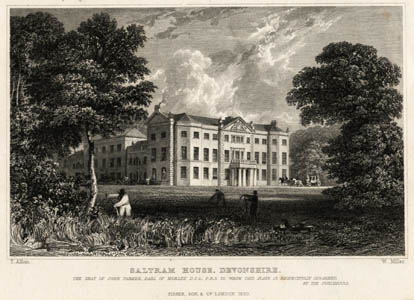
Saltram House, in un'incisione di William Henry Bartlett (1832).

Saltram House è una casa di campagna inglese  presso Plympton, non lontano dalla città di Plymouth, nel Devon.

## Storia
La casa come è possibile vederla oggi, è frutto di due modifiche eseguite dall'architetto Robert Adam su una preesistente dimora costruita in periodo Tudor. La progettazione della sala grande dell'edificio è considerata come uno dei migliori lavori di Adam per quanto riguarda l'arredamento di interni. La casa è completa di tutti gli accessori dell'epoca georgiana in cui fu modificata e si presenta in un ottimo stato di conservazione.
Originariamente la casa era di proprietà dei membri della famiglia Parker, aristocratici pari del regno in quanto conti di Morley. Solo nel 1957 l'edificio divenne proprietà del National Trust. La villa è stata spesso utilizzata come ambientazione per alcuni lungometraggi, come Ragione e sentimento.